# Balto (film)

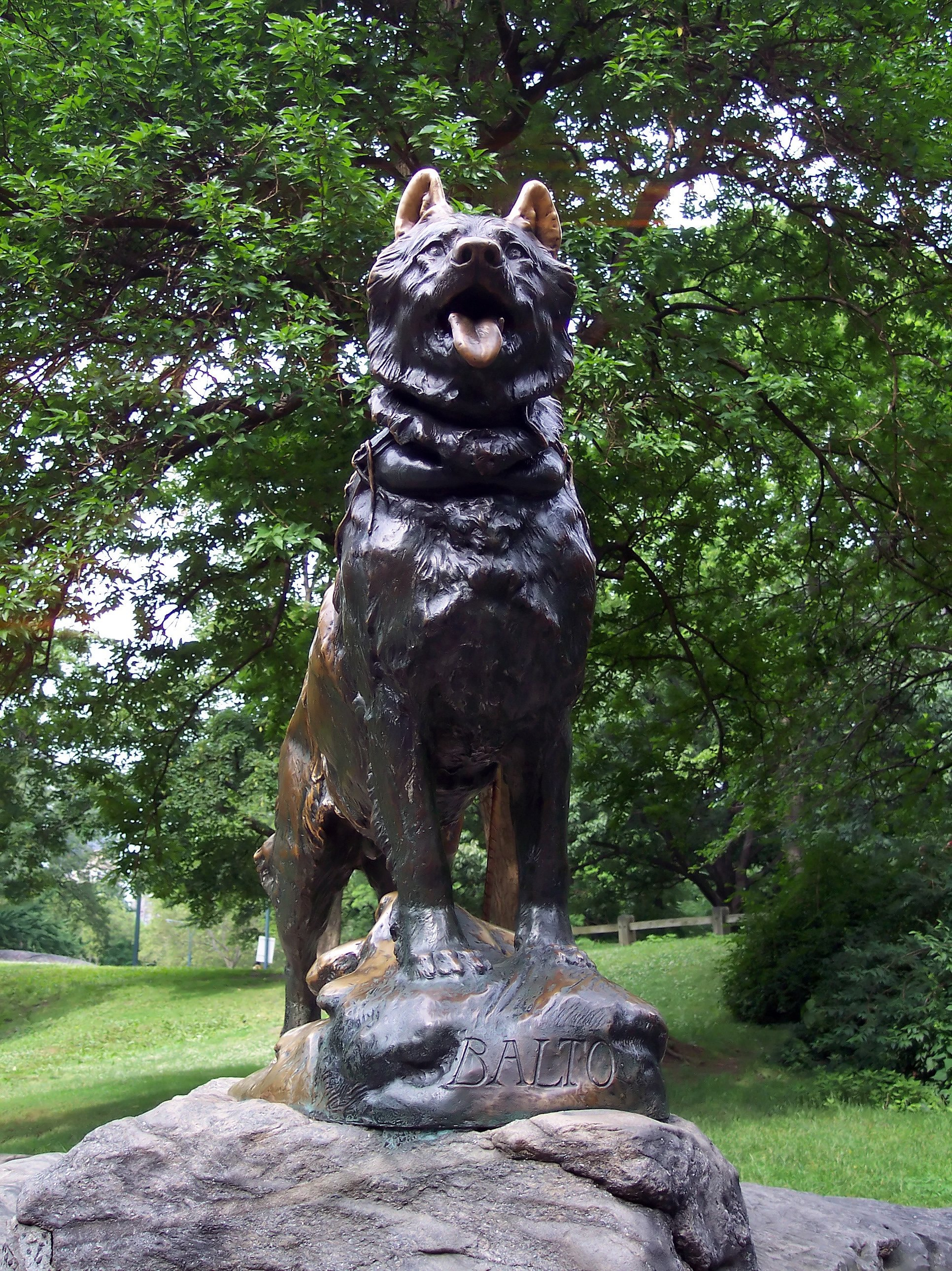
Pomnik prawdziwego Balto w nowojorskim Central Parku

Balto – amerykański film animowany z 1995 roku, opowiadający o losach psa Balto. Powstały dwie kontynuacje filmu: Balto II: Wilcza wyprawa (2002) i Balto III: Wicher zmian (2004).

## Opis fabuły
Wydarzenia filmu są oparte na faktach z 1925 roku. Alaska. Pół-pies, pół-wilk o imieniu Balto zostaje odtrącony zarówno przez ludzi, jak i zwierzęta. Jego jedynymi przyjaciółmi są: rosyjski gąsior Borys oraz dwa niedźwiedzie polarne, Muk i Luk. Balto rywalizuje o względy pięknej husky Jenny ze swoim najgroźniejszym przeciwnikiem – malamutem Steelem, przywódcą sfory psów zaprzęgowych. Pewnego dnia nawałnica śnieżna odcina od świata miasteczko. Potrzebne są tam lekarstwa dla dzieci. Gdy psi zaprzęg grzęźnie w śniegu, Balto staje się ostatnią deską ratunku.

## Obsada głosowa
- Kevin Bacon – Balto
- Bob Hoskins – Boris
- Bridget Fonda – Jenna
- Jim Cummings – Steele
- Phil Collins –
  - Muk,
  - Luk
- Jack Angel – Nikki
- Danny Mann – Kaltag
- Miriam Margolyes – Babcia Rosy
- Lola Bates-Campbell – wnuczka

## Wersja polska
Wersja polska: Telewizyjne Studia Dźwięku

Reżyseria: Barbara Sołtysik

Dialogi: Katarzyna Precigs

Dźwięk: Joanna Fidos

Montaż: Elżbieta Joel

Kierownictwo produkcji: Krystyna Dynarowska

Udział wzięli:
- Arkadiusz Jakubik – Balto
- Zbigniew Suszyński – Steele
- Jolanta Wołłejko – Jenna
- Adam Biedrzycki – Star
- Włodzimierz Press – Borys
- Ryszard Olesiński –
  - Kaltag,
  - Muk,
  - Luk
- Cynthia Kaszyńska – Dixie
- Paweł Szczesny – Ojciec Rosy
- Jolanta Wilk – Matka Rosy
- Zofia Gładyszewska – Babcia Rosy
- Krystyna Kozanecka – Młoda Rosy
- Zbigniew Konopka – Nikki

i inni